# Sinuolinea murmanica
Sinuolinea murmanica is een microscopische parasiet uit de familie Sinuolineidae. Sinuolinea murmanica werd in 1932 beschreven door Bazikalova. 